# قرفة مليبارية
قرفة مليبارية أو قرفة برية أو قرفة ريفية (الاسم العلمي: Cinnamomum malabatrum)، هي شجرة من فصيلة غارية تستوطن غاتس الغربية في الهند. يمكن أن يصل ارتفاعها إلى 15 مترًا (49 قدمًا). لها أوراق عطرية تستخدم في الطهي والأغراض الطبية. يُعتقد أنها كانت أحد المصادر الرئيسية في النباتات الطبية المعروفة في العصور القديمة والعصور الوسطى باسم مالاباثروم malabathrum (أو مالوباثروم، malobathrum). وتُعرف محليًا باسم إدانا Edana أو ثيرالي Therali أو فَزهانا Vazhana في ولاية كيرالا.